# Imre Lakatos
Imre Lakatos (Debrecen, 9. studenog 1922. – London, 2. veljače 1974.), britanski filozof mađarskog podrijetla.
Imre Lakatos dao je vrijedne doprinose filozofiji matematike i filozofiji znanosti. Njegovo djelo Proofs and Refutations (Dokazi i pobijanja, 1963/64) daje inovativan pogled na pitanja matematičkog otkrića. On pokazuje da protuprimjeri («pobijanja») igraju važnu ulogu u matematici i drugdje u znanosti i iznosi tezu da se kako dokazi tako i teoremi postupno poboljšavaju traženjem protuprimjera i sustavnom «analizom dokaza». Njegova «metodologija istraživačkih programa» (koju je on predstavio kao «sintezu» pogleda na znanost koju su dali Popper i Kuhn temelji se na ideji da je znanost najbolje analizirati ne u kategorijama pojedinih teorija, nego u kategorijama jedinica nazvanih istraživačkim programima. Lakatos je tvrdio da njegov pogled pruža jasne kriterije «napretka» i «nazatka» (koji nedostaju u Kuhnovom pogledu) i stoga zahvaća «racionalni» aspekt znanstvenog razvoja. Lakatos je također artikulirao «meta-metodologiju» kako bi procijenio suparničke metodologije znanosti u smislu «racionalnih rekonstrukcija» njihove interne povijesti.

## Život
Lakatos je rođen kao Imre Lipschitz u debrecenskoj židovskoj obitelji godine 1922. Na Sveučilištu u Debrecenu godine 1944. diplomirao je matematiku, fiziku i filozofiju.  Promijenivši ime u Imre Molnár izbjegao je nacistički progon židova. Majka i baka umrle su mu u Auschwitzu. U Drugom svjetskom ratu angažirao se kao komunist. Još je jednom promijenio prezime u čast Géze Lakatosa (lakatos=bravar).
Nakon rata nastavio se školovati u Budimpešti (gdje mu je, među ostalima, predavao i György Lukács).  Školovao se i na Moskovskom državnom sveučilištu, pod mentorstvom matematičarke i povjesničarke Sofije Jankovskaje. Vrativši se u Mađarsku, zaposlio se kao visoki dužnosnik u ministarstvu obrazovanja. U internim raspravama unutar mađarske radničke partije godine 1950. našao se na gubitničkoj strani te je poslan u zatvor pod optužbom za revizionizam.
Nakon puštanja na slobodu, 1953. g., Lakatos se vratio akademskom životu, matematičkim istraživanjima, i prevođenju knjige How to Solve It matematičara Györgya Pólye. Premda je i dalje nominalno ostao komunist, njegova su se politička gledišta znatno promijenila, pa se uključio u bar jednu disidentsku studentsku skupinu čije je djelovanje bilo uvod u mađarsku revoluciju iz 1956.
Nakon što je - u studenom 1956. - Sovjetski Savez izvršio invaziju na Mađarsku, Lakatos se sklonio u Beč, a kasnije je otišao u Englesku. Doktorirao je filozofiju godine 1961. na Sveučilištu u Cambridgeu. Njegova postumno objavljena knjiga Dokazi i opovrgavanja (Proofs and Refutations) temelji se na njegovoj disertaciji.
Lakatos nikad nije dobio britansko državljanstvo, tako da je zapravo bio apolit.
Godine 1960. dobio je namještenje na Londonskoj ekonomskoj školi (London School of Economics), gdje je pisao o filozofiji matematike i filozofiji znanosti. Na odsjeku za filozofiju znanosti Londonske ekonomske škole u to su vrijeme predavali i Karl Popper i John Watkins.
U suradnji s Alanom Musgraveom uredio je Criticism and the Growth of Knowledge, visokocitirani zbornik radova Međunarodnog skupa iz filozofije znanosti, održanog u Londonu godine 1965. Na tom su skupu sudjelovali znameniti govornici držeći predavanja kao odgovor na djelo Struktura znanstvenih revolucija Thomasa Kuhna. Zbornik je objavljen 1970.
Lakatos je ostao na Londonskoj ekonomskoj školi sve do svoje iznenadne smrti 1974. g. uzrokovane krvarenjem u mozgu, u 51. godini života. Škola je njemu u sjećanje ustanovila Nagradu Lakatos (Lakatos Award).
Dijelovi Lakatoseve prepiske s njegovim prijateljem i kritičarem Paulom Feyerabendom objavljeni su u knjizi For and Against Method (Za i protiv metode).

## Metodologija istraživačkih programa
Lakatosev doprinos filozofiji znanosti bio je pokušaj da razriješi sukob između Popperovog falsifikacionizma i Kuhnove teorije znanstvenih paradigmi.
Popper dokazuje da znanstvenici trebaju napustiti neku teoriju čim naiđu na dokaz koji je falsificira, i smjesta je zamijeniti novim, «odvažnijim i djelotvornijim» pretpostavkama. A prema Kuhnu, znanost se sastoji od periodā normalnosti (za vrijeme kojih znanstvenici nastavljaju podržavati svoje teorije premda otkrivaju anomalije), koje prekidaju periodi velikih konceptualnih promjena.
Lakatos je tražio metodologiju koja bi usuglasila ta prividno proturječna gledišta, koja bi pružila racionalno objašnjenje znanstvenog napretka i bila koherentna s povijesnim činjenicama.
Prema Lakatosu, ono što obično smatramo teorijama jesu zapravo međusobno blago različite grupe teorija koje dijele neke principe, a ti se principi mogu definirati kao teorijska «jezgra». Te grupe teorija Lakatos naziva istraživačkim programima. Znanstvenici uključeni u neki program brane teorijsku jezgru od pokušaja falsifikacije podupirući je nizom «pomoćnih pretpostavki». Dok je Popper općenito diskreditirao takve mjere kao puku improvizaciju, Lakatos je kanio pokazati da postavljanje i razvijanje zaštitnih pretpostavki nije nužno loše za istraživački program.
Metodološki programi obično počivaju na nizu odabranih teorema od kojih istraživač ne bi mogao odstupiti, odnosno tzv. "čvrstu jezgru" i njen zaštitni omotač, skup stavova izvedenih iz čvrste jezgre, čije opovrgavanje ne ugrožava osnovne prihvaćene stavove. Umjesto istinitih i neistinitih teorija, Lakatos pravi razliku između progresivnih i regresivnih istraživačkih programa. Progresivne istraživačke programe karakterizira rast i otkrivanje novih činjenica. Regresivne programe karakterizira izostanak rasta ili umnožavanje zaštitnih hipoteza koje ne vode novim činjenicama. Ako metodološki program predviđa ili može objasniti novospoznate empirijske činjenice on je progresivan, ako se zaštitni omotač ili čak čvrsta jezgra ad hoc prilagođavaju empirijskim podacima, on je regresivan.
Lakatos se nadovezuje na Quineovu i Feyerabendovu ideju da je uvijek moguće braniti neko ukorijenjeno uvjerenje od dokaza koji ga pobijaju, preusmjerujući kritiku prema drugim vjerovanjima (uvjerenjima koja se prihvaćaju kao istinita) koja pobijaju našu teoriju, a koja bi i sama mogla biti falsificirana.

## Kritika Popperovog falsifikacionizma
Prema Popperovom načelu falsifikacionizma, znanstvenici iznose teorije na koje priroda odgovara s «ne», što se očituje kroz niz zapažanja koja su s tim teorijama u neskladu. Popper smatra iracionalnim podržavanje teorije usprkos prigovorima prirode.
Za Lakatosa, naprotiv, "ne radi se o tome da se iznose teorije na koje Priroda može odgovoriti s 'ne'; nego mi iznosimo skup teorija, a priroda može odgovoriti s 'nedosljedno'". Ta se nedosljednost – preoblikovanjem pomoćnih pretpostavki – može razriješiti i tako da se ne napusti istraživački program niti da se ne zadre u jezgru teorije.
Bit Lakatoseve kritike falsifikacionizma jest dakle da jedan primjer koji opovrgava hipotezu nije dovoljan da bi se ona odbacila. Popperova falsifikacionistička metoda po Lakatosu olako odbacuje velik dio racionalnog postupanja u znanosti, stoga je njegova "racionalna rekonstrukcija" u neskladu s realnom poviješću znanosti. Lakatos dokazuje da pojam "opovrgavajućeg slučaja" nije jednostavan. Falsifikatori su sredstva za pojašnjenje "naivne slutnje" i pretpostavki u njenu dokazivanju; oni su granični slučajevi u određivanju domene za koju treba važiti teorem (hipoteza ili nagađanje). Stoga je jedno od presudnih pitanja u dokazivanju: koje falsifikatore naivne hipoteze valja uključiti u sadržaj dokaza, odnosno u definiciju pojmova koje objašnjavamo (jer bi postupak apriornog isključivanja falsifikatora značajno reducirao sadržaj i domenu važenja hipoteze ili teorema). Kako su falsifikatori demarkacione linije važenja teorema i sredstva za daljnje pojašnjenje, ima smisla ustrajati u dokazivanju "opovrgnute" hipoteze. Jer svaka se hipoteza, kako kaže Feyerabend, rađa kao opovrgnuta. Interna povijest (Lakatosev izraz za "racionalnu rekonstrukciju") treba uzeti u obzir vrijedne pokušaje "spašavanja" hipoteze ili teorema pomoću izolacije "čudovišnih protuprimjera".
Umjesto naivnog falsifikacionizma Lakatos predlaže svoju metodologiju znanstveno-istraživačkih programa, kojom se ne procjenjuje izolirana hipoteza, već cijeli skup teorijskih postavki i njihovih posljedica.
Poteškoće falsifikacionizma priznao je i sam Popper.

## Kritika formalizma u matematici
Lakatosevo povećanje opsega činjenica, teorija i tvrdnji za procjenu racionalnosti i nova norma za usklađivanje racionalnog postupanja i realno-povijesnog zbivanja nisu njegovi jedini doprinosi filozofiji znanosti. Unutar kritičkog racionalizma, njegova je znatna zasluga uključivanje matematičkih teorija u falsifikacionistički program, opet u opoziciji spram Poppera.
Prema Popperu, naime, metoda nagađanja i odbacivanja vrijedi prvenstveno za empirijske znanosti, a filozofske se i matematičke teorije uglavnom ne mogu opovrgnuti, već samo kritizirati, jer su "aksiomi" matematike i filozofije od kojih se kreće u dokazivanju metafizički, tj. nedokazivi, a time i neoborivi.
Lakatos je međutim zastupao tezu kako falsifikacionistički program i Popperova anti-utemeljiteljska filozofija ne isključuje matematiku. Matematički način izlaganja stvorio je privid da su prva načela izvođenja dokaza neoboriva. Tako, kaže Lakatos,

deduktivistički način skriva borbu, sakriva pustolovinu. Iščezava cijela priča, uzastopne pokusne formulacije teorema u tijeku dokaznog postupka osuđene su na zaborav, a krajnji je rezultat uzvišen do svete nepogrešivosti.
Nameće se pitanje na čemu se temelji nepogrešivost aksioma te, ako se ona temelji na intuiciji, smijemo li intuiciju smatrati nepogrešivom.

Student matematike obvezan je, prema euklidovskom ritualu, slijediti taj čarobnjački čin bez postavljanja pitanja o pozadini ili o tome kako je izveden taj hokus-pokus. Ako slučajno otkrije da su neke od tih neuglednih definicija proizvedene dokazima, ako ga jednostavno zanima kako te definicije, leme i teoremi ikako mogu prethoditi dokazu, opsjenar će ga zbog toga pokazivanja matematičke nezrelosti izopćiti.
Prava opasnost za matematiku stoga leži u formaliziranju dokaza, jer se time zamagljuju pretpostavke na kojima on počiva. Stoga se "prava priča", priča o nagađanju i opovrgavanju vidi tek kada se niz dokaza i opovrgavanja izloži neformalno.
Formalizam je branik filozofije logičkog pozitivizma. Prema logičkom pozitivizmu, rečenica je smislena samo ako je tautologijska ili empirijska. Budući da neformalna matematika nije ni "tautologijska" ni empirijska, mora biti besmislena, krajnja glupost. Te dogme logičkog pozitivizma bile su štetne za povijest i filozofiju matematike. Prema formalistima, matematika je identična s formaliziranom matematikom. Na pitanje što se može otkriti u formaliziranoj teoriji, Lakatos odgovara da su to dvije vrste stvari:

[p]rvo, može se otkriti rješenje problema što ih primjereno programiran Turingov stroj može riješiti u konačnom vremenu […] Nijednog matematičara ne zanima slijeđenje jednolične mehaničke 'metode' propisane takvim procedurama odluke. Drugo, mogu se otkriti rješenja problema (na pr. je li određena formula u neodlučivoj teoriji teorem ili nije) u kojima smo vođeni samo 'metodom' 'neupravljenog uvida i dobre sreće'. No, ta tmurna alternativa između racionalnosti stroja i iracionalnosti slijepog nagađanja ne vrijedi za živu matematiku. Povijest matematike i logika matematičkog otkrića […] ne mogu biti razvijene bez kritike i konačnoga odbacivanja formalizma. Ali formalistička filozofija matematike ima vrlo duboko korijenje. Ona je zadnja karika dugog lanca dogmatskih filozofija matematike.
Na drugom mjestu Lakatos je prema formalizmu još kritičniji:
Tužno je vidjeti koliko mnogo 'logičara' slijedi ovaj savjet i brzo zaboravlja da je predmet logike prenošenje istine a ne nizovi simbola […] Njihovim je radom tehnika logike nadjačala svoj predmet i započela svoj izopačeni život.

## Interna i eksterna povijest
Lakatos je svoju kritiku formalizma u matematici i logici iznio u knjizi Dokazi i opovrgavanja. Knjiga je strukturirana kao platonički dijalog:
Dijaloški oblik trebao bi odražavati dijalektičnost priče; namjera je da ona sadrži svojevrsnu racionalno rekonstruiranu ili 'pročišćenu' povijest. Prava povijest bit će usklađena u bilješkama, većinu kojih stoga treba shvatiti kao organski dio eseja. 
Dok dijalog izriče misli kao da nemaju povijesne nosioce i kontekst u kojem se one iznose, bilješke upućuju na povijest navedenih konstatacija. To je upravo metoda koju Lakatos kasnije, u Metodologiji znanstveno-istraživačkih programa, smatra normom znanstvene i historiografske rekonstrukcije. Filozof rekonstruira znanstvene tvrdnje u tekstu (što znači, povijesne tvrdnje pokazuje kao univerzalno-nepovijesno važeće), a povjesničar u bilješkama upućuje na surječje (povijest) rasprave. Prvi dio je tzv. interna povijest, a druga eksterna.

## Heuristika
Dijalektičnost Lakatoseva dijaloga ne zastaje na toj formalnoj podjeli na «internu» i «eksternu» priču. Ona se pokazuje na još dvije razine:
1) Dokazi i opovrgavanja dvije su strane iste medalje. Kako kaže Lakatos,

Mi dokazivanjem nužno ne poboljšavamo. Dokazi poboljšavaju kada ideja dokaza otkriva neočekivane aspekte naivne slutnje koji se onda pojavljuju u teoremu.

Stoga dokaz priprema teren za novo opovrgavanje. Naime, naivna se slutnja ubrzo opovrgava protuprimjerom, te se dokaz za neki teorem mora formulirati tako da otkloni «globalne» protuprimjere za naivnu slutnju. Ali tada se kritici podvrgava «lema» kojom se ekspliciraju prešutne pretpostavke uključene u formulaciji dokaza. Dokaz teorema time postaje korak (preduvjet) za daljnje opovrgavanje.

2) Prema Lakatosu, postoji «bitno jedinstvo» između «logike otkrića» i «logike opravdanja».
Nadam se da sada svi vidite da dokazi, čak iako ne mogu dokazati, sigurno pomažu poboljšanju naše slutnje. Sprečavatelji iznimke također su je poboljšavali, ali poboljšavanje nije ovisilo o dokazivanju. Naša metoda poboljšava dokazujući. Ovo bitno jedinstvo između «logike otkrića» i «logike opravdanja» najvažniji je uvid metode uključivanja leme.
U Dodatku II, Lakatos dijalektičnost zamjenjuje izrazom heuristika, kojim bi se trebala karakterizirati ispravna metoda matematičkog istraživanja, nasuprot autoritarnom matematičkom deduktivizmu, to jest «Euklidovskom pristupu».
Hegelovski jezik kojim se ovdje služim trebao bi […] biti općenito sposoban za opis različitih razvitaka u matematici […] Matematička je djelatnost ljudska djelatnost. Određeni aspekti te djelatnosti […] mogu se proučavati psihologijom, a ostali poviješću. Heuristiku ti aspekti prvotno ne zanimaju. Ali matematička djelatnost proizvodi matematiku. Matematika, taj proizvod ljudske djelatnosti 'sebe otuđuje' od ljudske djelatnosti koja ju je proizvela. Ona postaje živući, rastući organizam koji stječe određenu autonomiju u odnosu na djelatnosti koja ju je proizvela; ona razvija vlastite autonomne zakone rasta, vlastitu dijalektiku. Istinski kreativan matematičar upravo je personifikacija, utjelovljenje tih zakona, koji se mogu uozbiljiti samo u ljudskoj djelatnosti. <
Na ovome mjestu urednici odmah dodaju svoju primjedbu:
Nedvojbeno osjećamo da bi Lakatos ovaj odjeljak promijenio u nekim aspektima, jer je moć njegove hegelovske pozadine sve više slabila.
Geneza Dokaza i opovrgavanja je gotovo psihološki odraz Lakatoseve metode.
Izvorni esej Dokazi i opovrgavanja bio je umnogome popravljena i poboljšana verzija prvog poglavlja njegove disertacije.
Uslijedila su četiri dijela eseja objavljena u «The British Journal for the Philosophy of Science». Nedorađenu, postumnu verziju knjige uredili su John Worrall i Elie Zahar; iz toga možemo zaključiti da Lakatos ni s jednom verzijom nije bio potpuno zadovoljan i da bi se korekcije (baš kao što predlaže i njegova metoda) bile mogle nastaviti i dalje.

## Analiza dokaza
Predmet je Lakatoseva dijaloga Descartes-Eulerovo geometrijsko «nagađanje» koje kaže da za sve poliedre važi teorem: broj kutova minus broj rubova plus broj ploha jednako dva (V-E+F=2). Nagađanje važi za obične poliedre kao što su kocka, piramida, prizma, oktaedar i to možemo lako provjeriti. Ali takav tip provjere nije striktno matematički. Potražiti matematički (a ne empirijski) dokaz znači dati apriorne razloge zbog čega mora biti tako. Francuski matematičar Augustin Louis Cauchy je 1813. g. ponudio dokaz pomoću metode triangulacije. Pretpostavimo da su poliedri napravljeni od gumene smjese i da im izrežemo jednu plohu. U tom slučaju dobivamo V-E+F=1. Plohe se sada mogu razvući u površinu. Plohe sada dijelimo na trokute. Naposljetku iz trokutaste mreže uklanjamo trokut po trokut:
Da bismo uklonili trokut moramo ukloniti ili brid, zbog čega nestaju jedna ploha i jedan brid ili uklanjamo dva brida i vrh, zbog čega nestaju jedna ploha, dva brida i jedan vrh.
U svakom slučaju ostaje V-E+F=1. «Napredni» učenici sumnjaju u sva tri koraka:
Alfa: Razumijem da ovaj pokus može biti izveden za kocku ili tetraedar, ali kako da znam da on može biti obavljen za bilo koji poliedar? Naprimjer, jeste li sigurni, gospodine, da bilo koji poliedar može nakon uklanjanja plohe biti ravno rastegnut na ploču? Dvojben mi je vaš prvi korak. 

Beta: Jeste li sigurni da ćete triangulacijom karte uvijek dobiti novu plohu za bilo koji novi brid? Dvojim o vašem drugom koraku. 

Gama: Jeste li sigurni da su samo dvije mogućnosti – nestanak jednog brida ili dvaju bridova i vrha pri ispuštanju jednog po jednog trokuta? Da li ste jednako tako sigurni da će na kraju toga procesa ostati jedan jedini trokut? Dvojim o vašem trećem koraku.
Učitelj: Naravno da nisam siguran.
Alfa: Ali onda smo lošije prošli nego prije! Umjesto jedne slutnje sada imamo najmanje tri! I to zovete dokazom!
Sada se za svaku od ovih sumnji pojavljuju primjeri kojima se uništava «dokaz». Protuprimjere za originalno nagađanje Lakatos naziva «globalnim», a protuprimjere za «poboljšana» nagađanja koja isključuju globalne protuprimjere «lokalnim» protuprimjerima. Slijedimo li naivni falsifikacionizam,  Eulerovo nagađanje je opovrgnuto i nema smisla dalje inzistirati na dokazu. Ali to nije najracionalnija strategija.

### Čudovišni protuprimjeri
Leme koje se uvode zbog protuprimjera samo su analiza dokaza, ali ne i sam dokaz. Tako se dobiva «pravo čudovište» – analiza dokaza bez dokaza (čudovište bi bilo, recimo, majka s čedom u maternici, protuprimjer koji ne opovrgava tvrdnju da čovjek ima jednu glavu). 

Strategija sprečavanja «čudovišta» sastoji se u pojašnjenju definicije poliedra. Učenici u dijalogu navode niz definicija, ali za svaku predloženu definiciju pojavljuju se novi protuprimjeri. Učenici konstruiraju poliedarske monstrume (tetraedri-blizanci, zvjezdasti poliedar itd.), koji zadovoljavaju definicije, no za koje ne važi Eulerovo nagađanje. Potrebni su dakle novi lokalni uvjeti kojima će se spriječiti da monstrume nazovemo poliedrima. Rasprava postaje sve temeljnija. Kako ćemo znati da za poboljšanja u definicijama ili u ekspliciranju dodanih uvjeta koje poliedri moraju zadovoljiti neće biti novih protuprimjera? Ima li smisla pronalaziti monstrume (opovrgavati poboljšane prijedloge) ili je smislenije tražiti dokaze?

## Prema matematičkoj kritici
U tom dijalogu, učitelj – koji se prema nekim tumačenjima poistovjećuje s Lakatosem – ne smatra da se moramo odlučiti bilo za dogmatizam bilo za kriticizam, odnosno za dokazivanje ili opovrgavanje. Jer bez protuprimjera dokazi ne bi eksplicirali dodatne uvjete koji su potrebni za dokazivanje. Svako novo opovrgavanje smanjuje domenu važenja definicije i povećava broj pretpostavki. Povećani broj pretpostavki umnaža problematične slučajeve (probleme). Tako smo u oba slučaja na dobitku. Dokazivači pojašnjavaju uvjete i time razvijaju pojam (u ovom slučaju poliedra), a bez kritičara oni to ne bi bili prisiljeni činiti. Isto tako, kada ne bismo eksplicirali uvjete putem definicija, lema i sl. kritičari bi se zadovoljavali globalnim protuprimjerima koje bi bilo relativno lako odstraniti. Tako se matematički problem razvija na oba načina ili točnije, dokaz i opovrgavanje dva su uzajamno povezana vida iste stvari: razvoja matematike. 
Matematika se po Lakatosu ne razvija aksiomatskim izlaganjem i savršenim (formalnim) dokazima, već u razdobljima kada se kritički preispituju protuprimjeri i pretpostavke na kojima temeljimo dokaz. Što se slobodnije preispituju protuprimjeri i pretpostavke za dokaz, to će kreativni rast matematike biti veći.
Dokle god je protuprimjer bio sramota ne samo za teorem nego i za matematičara koji ga je zastupao, dokle god su postojali samo dokazi i ne-dokazi, ali ne i osnovani dokazi sa slabim točkama, matematička kritika bila je spriječena. 'Nepogrešivistička' filozofska pozadina euklidovske metode stvarala je autoritarne tradicijske obrasce […] sprečavala objavljivanje i razmatranje slutnji i onemogućavala pojavu matematičke kritike […] Ideja koju je Seidel tako jasno izložio, da dokaz može biti poštovan a da nije nepogrešiv, bila je revolucionarna 1847., a nažalost i danas još uvijek zvuči revolucionarno.

## Prema filozofiji jezika
I pored toga, nameću se pitanja možemo li razumjeti dokaz bez analize dokaza i što je to što čini strogost analize dokaza: jezik ili neki vanjezični entitet. Problem sada postaju lingvističke formulacije dokaza i analize dokaza. Ovi problemi vode Lakatosa u istraživanje jezičnih problema kao što su problemi granica proširenja pojmova, fleksibilnosti definicija i njihovih veza sa «entitetima» koje oni trebaju preslikati i objasniti.

## Recepcija Lakatosa
Kritičari su se osvrnuli na Lakatosevo shvaćanje dijalektike (heuristike) i matematičkog esencijalizma. Prema jednom, anarhističkom tumačenju, Lakatosa ili istina uopće ne zanima ili njegova heuristika ima isuviše neodređene i disparatne tendencije da bismo je mogli nazivati «metodologijom koja gleda unaprijed». O matematičkoj ontologiji ne može biti ni govora.[nedostaje izvor] Prema drugom stavu, Lakatoseva se aktivistička matematika može uskladiti s esencijalizmom, tj. matematičkim realizmom. Prema toj interpretaciji, objekti matematike – kao i kod Poppera – pripadaju trećem svijetu. Tako ontološki postulat nezavisnog postojanja matematičkih entiteta garantira izvjesnu fiksiranost matematičkih postulata i mogućnost konačnog rješenja problema. Ovakva je interpretacija neutemeljena: u knjizi Dokazi i opovrgavanja ni na jednom se mjestu ne spominju «poliedri kao takvi» kao predmeti bi regulirali naše tumačenje. Upravo suprotno, smisao Lakatoseva dijaloga sastoji se upravo u obrazloženju konstrukcije predmeta koji se spoznajom (dokazivanjem i opovrgavanjem) stvara. To je čini se navelo neke realiste kao što su William Newton-Smith, Larry Laudan, Ian Hacking i drugi da ustvrde kako «Lakatosa uopće nije zanimala istina»[nedostaje izvor]. 

Realizam, a pogotovo matematički realizam, svojim postulatima nezavisne realnosti koju aksiomi kristalno jasno oslikavaju vodi u tzv. euklidsku metodu, u dogmatsko izlaganje matematike protiv kojega Lakatos ne štedi riječi. Postuliranje matematičkih entiteta ima istu vrijednost kao i postuliranje matematičkih aksioma. Lakatos je uvjerljivo pokazao kako ni u matematici nema smisla govoriti o entitetima nezavisno od njihove teorijske konstrukcije, kako «značenja ne prekoračuju njihovu upotrebu».

## Bloorova interpretacijaDokaza i opovrgavanja
Važan je doprinos razumijevanju Lakatosa svojom interpretacijom knjige Dokazi i opovrgavanja dao David Bloor. Bloor rekonstruira Lakatosev dijaloški niz kao socijalni proces, proces pregovaranja u matematičkom spoznavanju. No, za razliku od Hegela, Lakatosa i Poppera, za koje se ideje naposljetku «otuđuju» od svojih nosilaca, po Blooru nastale i proizvedene matematičke spoznaje nemaju zasebno postojanje:
Ekstenzije značenja i upotrebe ne postoje po sebi. Buduće upotrebe i ekstenzije značenja pojmova i njihove implikacije nisu prisutne u tim idejama kao u embriju […] Pojam poliedra ne može određivati ljudsko ponašanje tako da odluči što se smije a što ne smije uključiti u njihov doseg […] Ali to ne znači da ne postoje granice […] U tom nizu psiholoških tendencija povlači se socijalno etablirana granica. [nedostaje izvor]
Zadatak koji Bloor poduzima jest kategorizacija psihosocijalnih portreta govornika Lakatoseva dijaloga, kako bi ustanovio dominantni tip psihosocijalnih reakcija na navedeni problem. Premda je Lakatos svoje likove depersonalizirao (Alfa, Beta, Gama…), svjesno zanemarujući njihova moguća psihološka (a pogotovo socijalna) obilježja, u njihovim se reakcijama doista mogu raspoznati vrlo različiti socijalni tipovi reakcija od kojih su neki «društveno poželjni», a neki «nepoželjni». Krajnji cilj ove kategorizacije jest obrazloženje socijalnog utjecaja obrazaca ponašanja na tip konstrukcije matematičkih predmeta i matematičkih spoznaja. Lakatos je pokazao kako razdoblja kritike koincidiraju s rastom matematičke spoznaje. Kriticizam međutim nije samo teorijska vrlina, već kao i svaka vrlina svoj razlog postojanja nalazi u socijalnoj podršci. 

## Djela
- Imre Lakatos (ur.). Criticism and the Growth of Knowledge. Cambridge: Cambridge University Press, 1970 (ISBN 0521078261)
- Imre Lakatos. Dokazi i opovrgavanja. Logika matematičkog otkrića (preveo Zlatko Klanac). Zagreb: Školska knjiga, 1991 (ISBN 8603995958). Prijevod djela: Proofs and Refutations (objavljeno 1976)
- Imre Lakatos. The Methodology of Scientific Research Programmes: Philosophical Papers, Volume 1. Cambridge: Cambridge University Press, 1977
- Imre Lakatos. Mathematics, Science and Epistemology: Philosophical Papers Volume 2. Cambridge: Cambridge University Press, 1978 (ISBN 0521217695)